# Appesloh
Appesloh ist eine in der Oberpfalz gelegene Einöde, die ein Gemeindeteil von Kastl ist.

## Lage
Der Ort befindet sich in der Region Oberpfälzer Jura und liegt in der nach Utzenhofen benannten Gemarkung. Appesloh ist einer von 39 Ortsteilen des Marktes Kastl. Die Einöde liegt dreieinhalb Kilometer südwestlich von Kastl und Lauterhofen ist vier Kilometer entfernt.

## Verkehr
Die Bundesstraße 299 verläuft eineinhalb Kilometer nordwestlich des Ortes, von dieser zweigt bei Sankt Lampert eine Gemeindeverbindungsstraße ab, die ein wenig südwestlich an Appesloh vorbeiführt. Vom ÖPNV wird Appesloh an einer 300 Meter südwestlich des Ortes gelegenen Haltestelle mit der Buslinie 445 des VGN angefahren.